# Eopachylus ignotus
Genre
Espèce
Eopachylus ignotus, unique représentant du genre Eopachylus, est une espèce d'opilions laniatores de la famille des Gonyleptidae.

## Distribution
Cette espèce est endémique du Brésil. Elle se rencontre dans les États de Rio de Janeiro et du Paraná.

## Description
Le mâle holotype mesure 8 mm.

## Publication originale
- Mello-Leitão, 1931 : « Opiliões colligidos por E. Moraes Mello em Pinheiro (Rio de Janeiro). » Boletim do Museu Nacional, vol. 7, p. 93–97.